# Warminster Town F.C.
Warminster Town FC là một câu lạc bộ bóng đá có trụ sở tại Warminster, Wiltshire, Anh. Đội bóng hiện thi đấu tại Western League Division One và có sân nhà tại Weymouth Street.

## Danh hiệu
Wiltshire County FA Senior Cup
- Vô địch (3) 1900–01, 1902–03, 1910–11
  - Á quân (5) 1909–10, 1926–27, 1932–33, 1953–54, 2008–09
- Vô địch Alliance Shield mùa giải 2019

## Thống kê
- Thành tích tốt nhất tại FA Cup: Đá lại vòng loại thứ hai mùa giải 1963–64[1]
- Thành tích tốt nhất tại FA Vase: Vòng bốn mùa giải 2019–20